# Voleibol sentado nos Jogos Parapan-Americanos de 2019 - Feminino
O torneio feminino de voleibol nos Jogos Parapan-Americanos de 2019 foi realizado entre os dias 24 e 28 de agosto no centro de esportes da Villa Deportiva del Callao. As partidas aconteceram no Coliseo Miguel Grau, com capacidade para 5000 pessoas e localizado na cidade portuária de Callao, que faz parte da região metropolitana de Lima. Quatro equipes participaram do evento.

## Medalhistas
As jogadoras medalhistas da edição foram:
|  | USA Estados Unidos |  | BRA Brasil |  | CAN Canadá |
|  | Lora Webster Bethany Zummo Alexis Shifflett Kathryn Holloway Heather Erickson Monique Burkland Sydney Satchell Jilian Williams Nicole Millage Kaleo Kanahele Nicole Nieves Tia Edwards |  | Gabrielle Marchi Edwarda Dias Gizele Maria Dias Adria Silva Pâmela Pereira Camila de Castro Nathalie Filomena Géssica Araújo Jani Freitas Nurya Silva Laiana Rodrigues |  | Julie Kozun Danielle Ellis Jennifer Oakes Payden Olsen Angelena Dolezar Anne Fergusson Jolan Wong Sarah Melenka Heidi Peters Amber Skyrpan Katelyn Wright Felicia Voss-Shafiq |

## Formato
As quatro equipes se enfrentaram na fase de grupos, totalizando 3 jogos para cada time. Formou-se uma classificação de acordo com o desempenho de cada uma das equipes, que se enfrentaram em jogos de semifinais. Na semifinal, a equipe primeira colocada na fase de grupos jogou contra a quarta colocada e a segunda enfrentou a terceira. As equipes vencedoras dessa fase disputaram a medalha de ouro e as perdedoras a medalha de bronze.

## Fase de grupo
|  | Equipes automaticamente classificadas à semifinais |

Todas as partidas seguem o fuso horário local (UTC-5).
Grupo
|     |                    |     | Jogos | Jogos | Jogos | Pontos | Pontos | Pontos | Sets | Sets | Sets  |
| Pos | Equipe             | Pts | T     | V     | D     | V      | P      | R      | V    | P    | R     |
| --- | ------------------ | --- | ----- | ----- | ----- | ------ | ------ | ------ | ---- | ---- | ----- |
| 1   | USA Estados Unidos | 9   | 3     | 3     | 0     | 247    | 138    | 1.790  | 9    | 1    | 9,000 |
| 2   | BRA Brasil         | 6   | 3     | 2     | 1     | 251    | 224    | 1.121  | 7    | 4    | 1.750 |
| 3   | CAN Canadá         | 3   | 3     | 1     | 2     | 210    | 211    | 0.995  | 4    | 6    | 0.667 |
| 4   | PER Peru           | 0   | 3     | 0     | 3     | 90     | 225    | 0.400  | 0    | 9    | 0,000 |

| 24 de agosto 17:00 Relatório | CAN Canadá  | 1–3                     | BRA Brasil  | Centro de esportes VRDC, Lima Público: 700 Árbitro(s): USA Christina Fiebich COL Carlos Ortiz |
| 24 de agosto 17:00 Relatório | 23 25 26 18 | Set 1 Set 2 Set 3 Set 4 | 25 22 28 25 | Centro de esportes VRDC, Lima Público: 700 Árbitro(s): USA Christina Fiebich COL Carlos Ortiz |

| 24 de agosto 19:00 Relatório | PER Peru | 0–3               | USA Estados Unidos | Centro de esportes VRDC, Lima Público: 600 Árbitro(s): BRA Débora Santos GRE Dimosthenis Kostopoulos |
| 24 de agosto 19:00 Relatório | 6 3 10   | Set 1 Set 2 Set 3 | 25                 | Centro de esportes VRDC, Lima Público: 600 Árbitro(s): BRA Débora Santos GRE Dimosthenis Kostopoulos |

| 25 de agosto 15:00 Relatório | USA Estados Unidos | 3-1                     | BRA Brasil  | Centro de esportes VRDC, Lima Público: 1.800 Árbitro(s): CAN Neal Konowalyk CRO Dominik Raca |
| 25 de agosto 15:00 Relatório | 25 22 25           | Set 1 Set 2 Set 3 Set 4 | 12 18 25 21 | Centro de esportes VRDC, Lima Público: 1.800 Árbitro(s): CAN Neal Konowalyk CRO Dominik Raca |

| 25 de agosto 17:00 Relatório | PER Peru | 0–3               | CAN Canadá | Centro de esportes VRDC, Lima Público: 2.000 Árbitro(s): USA Gigi Prieto GRE Dimosthenis Kostopoulos |
| 25 de agosto 17:00 Relatório | 6 21 9   | Set 1 Set 2 Set 3 | '25        | Centro de esportes VRDC, Lima Público: 2.000 Árbitro(s): USA Gigi Prieto GRE Dimosthenis Kostopoulos |

| 26 de agosto 11:00 Relatório | USA Estados Unidos | 3–0               | CAN Canadá | Centro de esportes VRDC, Lima Público: 100 Árbitro(s): BRA André Calado BRA Flávio Azevedo |
| 26 de agosto 11:00 Relatório | 25                 | Set 1 Set 2 Set 3 | 14 17 12   | Centro de esportes VRDC, Lima Público: 100 Árbitro(s): BRA André Calado BRA Flávio Azevedo |

| 26 de agosto 13:00 Relatório | PER Peru | 0–3               | BRA Brasil | Centro de esportes VRDC, Lima Público: 175 Árbitro(s): GRE Dimosthenis Kostopoulos CAN Marie-Claude Richer |
| 26 de agosto 13:00 Relatório | 12 10 13 | Set 1 Set 2 Set 3 | 25         | Centro de esportes VRDC, Lima Público: 175 Árbitro(s): GRE Dimosthenis Kostopoulos CAN Marie-Claude Richer |

## Fase Final
|  | Semifinais           | Semifinais           |   |                      | Medalha de ouro      | Medalha de ouro |  |
|  |                      |                      |   |                      |                      |                 |  |
|  | 27 de agosto – 17:00 |                      |   |                      |                      |                 |  |
|  | BRA Brasil           | 3                    |   |                      |                      |                 |  |
|  | CAN Canadá           | 0                    |   |                      |                      |                 |  |
|  |                      |                      |   |                      |                      |                 |  |
|  |                      |                      |   |                      | 28 de agosto – 21:00 |                 |  |
|  |                      |                      |   |                      | BRA Brasil           | 0               |  |
|  |                      | USA Estados Unidos   | 3 |                      |                      |                 |  |
|  |                      |                      |   |                      |                      |                 |  |
|  |                      |                      |   |                      |                      |                 |  |
|  |                      |                      |   |                      | Medalha de bronze    |                 |  |
|  | 27 de agosto – 19:00 | 27 de agosto – 19:00 |   | 28 de agosto – 19:00 | 28 de agosto – 19:00 |                 |  |
|  | USA Estados Unidos   | 3                    |   | CAN Canadá           | 3                    |                 |  |
|  | PER Peru             | 0                    |   |                      | PER Peru             | 0               |  |

Semifinais
| 27 de agosto 17:00 Relatório | BRA Brasil | 3–0               | CAN Canadá | Centro de esportes VRDC, Lima Público: 350 Árbitro(s): GRE Dimosthenis Kostopoulos USA Gigi Prieto |
| 27 de agosto 17:00 Relatório | 25         | Set 1 Set 2 Set 3 | 11 16 21   | Centro de esportes VRDC, Lima Público: 350 Árbitro(s): GRE Dimosthenis Kostopoulos USA Gigi Prieto |

| 27 de agosto 19:00 Relatório | USA Estados Unidos | 3–0               | PER Peru | Centro de esportes VRDC, Lima Público: 150 Árbitro(s): BRA Débora Santos CRO Dominik Raca |
| 27 de agosto 19:00 Relatório | 25                 | Set 1 Set 2 Set 3 | 3 4 12   | Centro de esportes VRDC, Lima Público: 150 Árbitro(s): BRA Débora Santos CRO Dominik Raca |

3º Lugar
| 28 de agosto 19:00 Relatório | CAN Canadá | 3-0               | PER Peru | Centro de esportes VRDC, Lima Público: 600 Árbitro(s): USA Gigi Prieto BRA André Calado |
| 28 de agosto 19:00 Relatório | 25         | Set 1 Set 2 Set 3 | 7 14     | Centro de esportes VRDC, Lima Público: 600 Árbitro(s): USA Gigi Prieto BRA André Calado |

Final
| 28 de agosto 21:00 Relatório | BRA Brasil | 0–3               | USA Estados Unidos' | Centro de esportes VRDC, Lima Público: 500 Árbitro(s): CRO Dominik Raca CAN Marie-Claude Richer |
| 28 de agosto 21:00 Relatório | 16 19 13   | Set 1 Set 2 Set 3 | 25                  | Centro de esportes VRDC, Lima Público: 500 Árbitro(s): CRO Dominik Raca CAN Marie-Claude Richer |

## Classificação Final
| Pos.              | Equipe             | Campanha | Campanha |
| Pos.              | Equipe             | V        | D        |
| ----------------- | ------------------ | -------- | -------- |
| Medalha de ouro   | USA Estados Unidos | 5        | 0        |
| Medalha de prata  | BRA Brasil         | 3        | 2        |
| Medalha de bronze | CAN Canadá         | 2        | 3        |
| 4                 | PER Peru           | 0        | 5        |